# 带鳚
带鳚（学名：Xiphasia setifer）为輻鰭魚綱鳚形目鳚科带鳚属的鱼类，俗名裙带鱼、裤带鱼、裤头带。分布于印度洋非洲东岸、东至太平洋新赫布里底群岛、南至澳大利亚、北至日本以及中国南海、台湾海峡等海域，深度2至1190公尺，多栖息于近底层，本魚體延長如鰻形，頭部錐形，頭頂無膜冠，無鬚，背鰭硬棘13-14枚、背鰭軟條105-119枚、臀鰭硬棘2枚、臀鰭軟條107-119枚，體長可達53公分，棲息於軟質底或沙泥底之海域，以多毛類、甲殼類等為食，可做為觀賞魚。